# 恰尼·哲尔吉
恰尼·哲尔吉（匈牙利語：Csányi György，1922年3月7日—1978年12月13日），匈牙利男子田径运动员。他曾代表匈牙利参加1948年、1952年和1956年夏季奥林匹克运动会田径比赛，获得一枚铜牌。